# Truncatellinidae
Truncatellinidae zijn een familie van weekdieren uit de klasse van de Gastropoda (slakken).

## Geslachten
- Columella Westerlund, 1878
- Negulus O. Boettger, 1889
- Truncatellina R. T. Lowe, 1852

## Synoniemen
- Edentulina Clessin, 1876 => Columella Westerlund, 1878
- Franzia Blume, 1965 => Truncatellina R. T. Lowe, 1852
- Laurinella P. Hesse, 1915 => Truncatellina R. T. Lowe, 1852
- Paludinella R. T. Lowe, 1852 => Columella Westerlund, 1878